# 鈴木孝之
鈴木 孝之（すずき たかゆき、1937年10月1日 - 2014年3月13日）は日本の実業家、薬剤師。ウエルシアホールディングス株式会社創業者で、同社初代代表取締役会長を務めた。

## 人物・経歴
茨城県猿島郡境町出身。明治薬科大学を卒業した。
1965年（昭和40年）に埼玉県春日部市で1号店「一の割薬局」を開業した。続いて2号店「鈴木ファーマスィ」を出店し、1968年10月には有限会社鈴木ファーマスィに改組した。当時は薬局の新規出店を規制する「適正配置条例」があり自由に出店できなかった時代であった。
1995年にグリーンクロスを設立した。調剤併設の薬局として成功し、M&Aを繰り返して業容を拡大した。
2002年には池野隆光率いるトップと合併し、店舗名をウエルシアに改称した。2005年にはウエルシア関東に商号変更を行った。
2008年に高田薬局と経営統合し、共同持株会社として設立したウエルシアホールディングスの初代代表取締役会長に就任した。2013年3月1日には会長職を池野隆光に譲り、同社名誉会長に就任した。
2014年3月13日、肺炎のため死去した。享年76。同年2月21日に入院先の国立がん研究センター中央病院で岡田元也イオン代表取締役社長と面会し、没後ウエルシアをイオングループに託すとした。これを受け、同年4月14日にウエルシアホールディングスをイオンの連結子会社とする方針が発表された。